# 8492 Kikuoka
8492 Kikuoka eller 1990 BZ är en asteroid i huvudbältet som upptäcktes den 21 januari 1990 av den japanska astronomen Tsutomu Seki vid Geisei-observatoriet. Den är uppkallad efter Hidekazu Kikuoka.
Asteroiden har en diameter på ungefär 5 kilometer och den tillhör asteroidgruppen Maria.